# Борис Ненов
Борис Тодоров Ненов е български художник.
Роден е на 15 октомври 1921 година в Старопатица, Кулско. През 1954 година завършва Художествената академия в София, след което е чиновник в държавната администрация, достига до поста завеждащ отдел „Изобразително изкуство“ в Комитета по култура (1967 – 1976). Известен е главно със своите пейзажи, но също и с натюрморти, повлияни силно от неоконструктивизма, портрети и фигурални композиции.
Борис Ненов умира през 2000 година в София.